# ندية أحادية الزهرة
ندية أحادية الزهرة (الاسم العلمي:Drosera uniflora) هي نوع من النباتات تتبع جنس الندية من الفصيلة الندوية.